# 근육원섬유마디

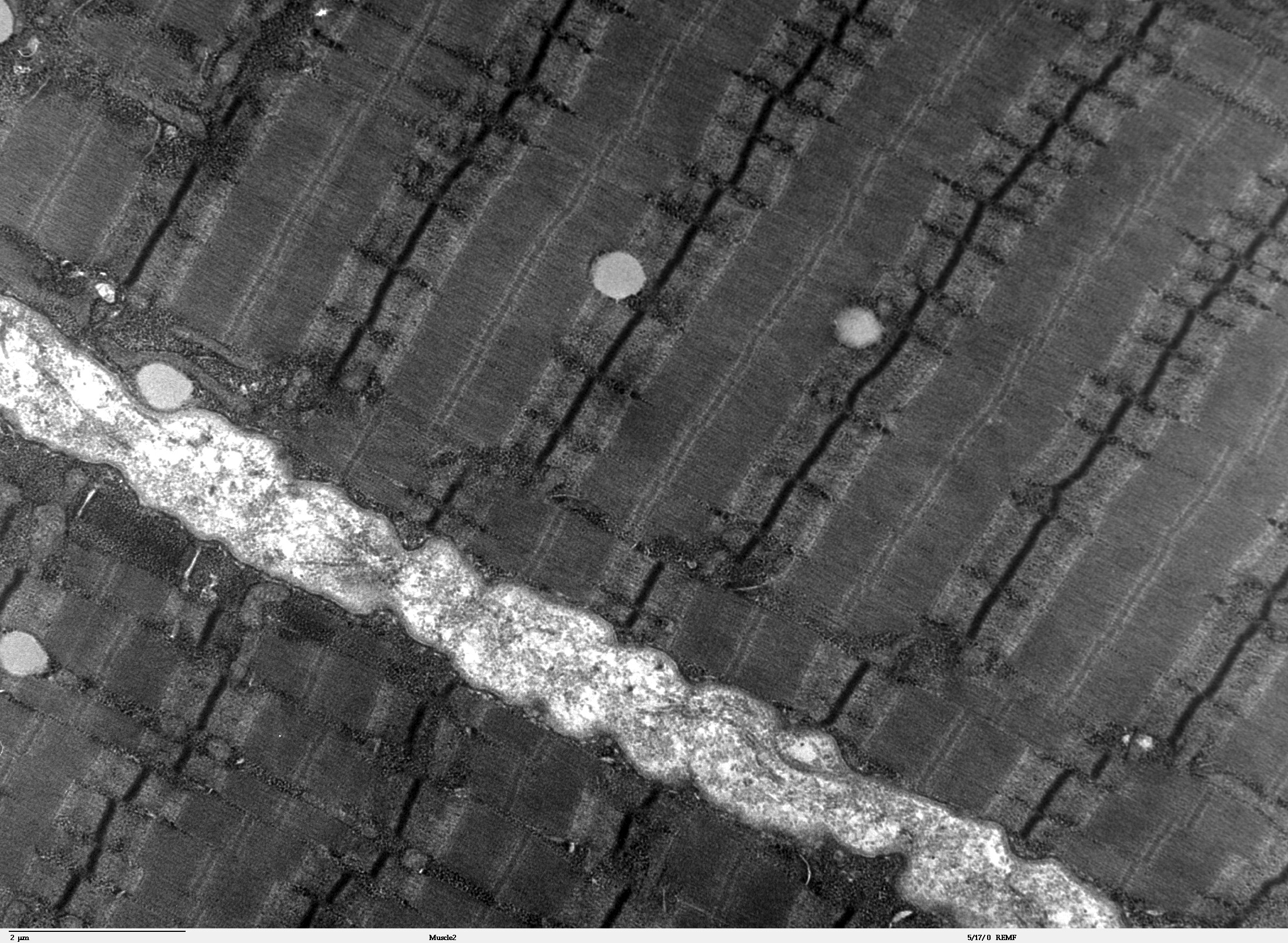

근육원섬유마디(sarcomere) 또는 근섬유분절(筋纖維分節) 또는 근절은 근원섬유의 한 부분이자 근육의 기본 단위이다.

## 구조
Z대로 둘러싸여 있다.
그 안에 등방성을 나타내는 I대와 비등방성인 A대가 있다.
근원섬유의 A대안에 마이오신만 존재하는 부분이 있다. 이 부분은 액틴미세섬유와 겹치지 않고 밀도가 낮다. 이 부분을 빅토르 헨센의 이름을 따서 H대로 구별해서 부르기도 한다.

## 같이 보기
- 심근수축력
- 세포액(cytosol)
- 세포질(cytoplasm)